# Affaire Enrique Camarena
Pour les articles homonymes, voir Camarena (homonymie).
L'affaire Enrique Camarena, du nom d'un agent américain de la Drug Enforcement Administration (DEA), Enrique "Kiki" Camarena Salazar, retrouvé mort le 5 mars 1985, est une affaire d'État concernant les États-Unis et le Mexique ainsi que le trafic de stupéfiants.
Enrique Camarena fut séquestré au Mexique le 7 février 1985, torturé puis sera retrouvé mort, vraisemblablement deux jours plus tard. On accusa le cartel de Guadalajara, et notamment Miguel Ángel Félix Gallardo, d'avoir ordonné l'assassinat. Celui-ci et deux de ses acolytes furent condamnés, ainsi que près d'une vingtaine d'autres suspects.
L'un d'eux, un médecin accusé d'avoir participé à l'interrogatoire de Camarena, fut enlevé par la DEA afin d'être jugé aux États-Unis, cas qui alla jusqu'à la Cour suprême en raison de l'illégalité de la procédure.
Un autre, Rubén Zuno Arce, beau-frère de l'ex-président Luis Echeverría, fut condamné à vie par un tribunal californien, bien que les témoignages contre lui aient été contestés. Une révision de son procès lui fut refusée en 2000 en raison de dépassement du délai imparti pour apporter de nouveaux éléments.
Deux ministres, divers hauts responsables, dont le dirigeant d'Interpol, et même le président alors en exercice du Mexique, Miguel de la Madrid, ainsi que l'ex-président, José López Portillo, furent accusés par un ou des témoins d'avoir participé aux discussions avec les mafieux ayant mené à la décision d'assassiner l'agent de la DEA.
Ces diverses accusations, jugées plus ou moins fantaisistes, ou vraisemblables (selon les points de vue), ont conduit à de fortes tensions entre le Mexique et les États-Unis lors de la procédure judiciaire, qui s'étala au total sur plus d'une décennie. Au moins 2,7 millions de dollars, probablement bien davantage, ont été versés par les États-Unis aux collaborateurs de justice, souvent d'anciens hommes de main du cartel, dont les témoignages ont été centraux dans les procès effectués aux États-Unis.

## Kiki Camarena
Né à Mexicali, Basse-Californie, Mexique en 1947, ancien Marine (1972-1974), Enrique "Kiki" Camarena Salazar rejoint la DEA à son siège de Calexico (Californie), puis les suit en 1977 à Fresno (Californie). En 1981, il rejoint les bureaux de la DEA à Guadalajara, au Mexique (État de Jalisco) et devient connu du grand public pour ses actions d'infiltration des cartels de la drogue, tout en gardant secrète son apparence. En 1984, c'est sur ses renseignements que 400 soldats mexicains détruisent les plantations de marijuana de la Colonia Búfalo (es), qui s'étendaient sur plus de 1 000 ha. On estima plus tard la production annuelle du ranch à plus de 8 milliards de dollars.
En représailles, les cartels le firent enlever, avec son pilote mexicain Alfredo Zavala Avelar. Camarena a été torturé au ranch de Miguel Ángel Félix Gallardo pendant une période de 30 heures, puis assassiné. Son crâne, sa mâchoire, son nez, ses pommettes et sa trachée ont été écrasés, ses côtes ont été brisées et un trou a été percé dans sa tête avec une perceuse électrique. On lui avait injecté des amphétamines et d'autres drogues, le plus souvent pour s'assurer qu'il restait conscient tout en étant torturé. Le corps de Camarena a été retrouvé dans une zone rurale à l'extérieur de la petite ville de La Angostura, dans l'État de Michoacán, le 5 mars 1985.

## Affaire Camarena
À la suite de cet assassinat, la DEA lança l'Opération Leyenda (Légende), présentée comme la plus grosse enquête pour homicide organisée par celle-ci. Plus de 22 suspects furent appréhendés : dès 1985, treize hommes étaient arrêtés, dont sept policiers de Guadalajara. La DEA accusait alors la direction de la police judiciaire fédérale, d'Interpol-Mexique et du service de renseignement de la Dirección Federal de Seguridad (DFS) de protéger les trafiquants, ce qui suscita la dissolution de cette dernière.
Les enquêteurs s'orientèrent vers Miguel Ángel Félix Gallardo, dit Le Parrain, et deux de ses acolytes, Ernesto Fonseca Carrillo et Rafael Caro Quintero. Les deux derniers furent rapidement arrêtés sous la pression de Washington: Fonseca Carrillo le 7 avril 1985, et Caro Quintero trois jours avant. Félix Gallardo, lui, continuait à bénéficier d'appuis politiques le protégeant. Toutefois, en 1987, la DEA, renseignée par un informateur, affirma dans un document juridique que Fonseca Carrillo et Caro Quintero avaient corrompu des juges mexicains, dont le juge à la Cour suprême Luis Fernández Doblado, afin d'être innocentés. Vrai ou non, les deux furent condamnés par la justice mexicaine, Fonseca Carrillo écopant de 40 ans de prison pour l'assassinat de Camarena ainsi que d'autres chargestout comme  Rafael Caro Quintero plus tard qui en purgea 28 avant qu'un tribunal le libère. Il fut de nouveau arrêté le 15 juillet 2022 pour des crimes liés au trafic de drogues.
En 1988, un grand jury fédéral américain condamna l'ex-policier mexicain Raul Lopez Alvarez, âgé de 22 ans, pour le double meurtre de Camarena et de son pilote. Le même jury admit les inculpations pour le double meurtre contre deux autres hommes, le trafiquant René Verdugo Urquidez, et Jésus Félix Gutierrez, autre trafiquant accusé d'avoir aidé Rafael Caro Quintero à fuir le Mexique après le meurtre.

### Condamnation de Miguel Ángel Félix Gallardo
En avril 1989, Miguel Ángel Félix Gallardo est arrêté par le commandant Guillermo González Calderoni, qui sera plus tard accusé de corruption et de liens avec le cartel. Le Parrain est condamné pour l'assassinat de Camarena et d'autres crimes. En 2009, il écrira une lettre de sa prison accusant les policiers de l'avoir torturé et de l'avoir forcé à avouer ce meurtre, qu'il prétend alors n'avoir pas commis.

### Enlèvement par la DEA d'un médecin et procès aux États-Unis de quatre suspects
L'enquête continue, et devant les difficultés d'extradition de Mexicains aux États-Unis, la DEA décide de faire enlever Humberto Álvarez Machaín (en), un médecin accusé d'avoir maintenu Camarena en vie lors de son interrogatoire. L'agent de la DEA chargé de l'enquête, Hector Berellez, contacte l'agent mexicain de la DEA Antonio Garate-Bustamante pour organiser l'opération, mise en œuvre par un ex-policier mexicain, José Francisco Sosa, qui enlèvent le médecin dans son bureau de Guadalajara le 2 avril 1990, avant de le faire transférer illégalement à Los Angeles.
Trois autres suspects, Juan Ramon Matta Ballesteros, Juan Jose Bernabe Ramirez et Ruben Zuno Arce, beau-frère de l'ex-président du Mexique Luis Echeverria Alvarez, furent condamnés en première instance, en août 1990 pour l'enlèvement de Camarena, mais pas pour son meurtre. Le jury s'était montré fortement divisé concernant la véracité du témoignage d'un informateur du gouvernement, Hector Cervantes Santos, ex-garde du corps des mafieux qui avait témoigné contre les trois inculpés, ainsi qu'un quatrième, Javier Vasquez Velasco.
Ce dernier, accusé d'être garde-du-corps d'un mafieux, était inculpé pour l'assassinat de deux touristes américains, John Walker et Alberto Radelat, vraisemblablement pris à tort pour des agents de la DEA,.

### Procès d'Ernesto Fonseca et al.
Lors du procès, aux États-Unis, d'Ernesto Fonseca Carrillo, un de ses anciens gardes-du-corps, René Lopez Romero, devenu témoin à charge, déclara en août 1992 que d'importants responsables mexicains étaient présents au ranch où Camarena était torturé lors de son supplice, nommant entre autres deux ministres, le ministre de la Défense Juan Arevalo Gardoqui et le ministre de l'Intérieur Manuel Bartlett Díaz.
Jorge Godoy, un autre témoin à charge, également ancien garde du corps de Fonseca, déclara également que les deux ministres avaient assisté à des réunions, en 1984, lors desquelles l'assassinat de Camarena fut planifié. Godoy affirma que le gouverneur de Jalisco, Enrique Álvarez del Castillo (es), et le directeur d'Interpol, Miguel Aldana Ibarra (en), avaient également assisté à certaines des réunions, en compagnie de Ruben Zuno Arce.
Ces affirmations suscitèrent un démenti officiel du président Carlos Salinas, qui mit en doute l'intégrité de ces collaborateurs de justice; le frère de Salinas, Raúl, a depuis été largement éclaboussé par des affaires de corruption liées aux trafic de stupéfiants. Le Los Angeles Times notait toutefois que, conformément à ce qu'affirmait alors les bureaux du procureur général du Mexique, lequel déniait toute légitimité à ce procès, les collaborateurs de justice et informateurs avaient été payés plus de 2,7 millions de dollars au total, Godoy ayant de son côté reçu 60 000 dollars.

### Enlèvement du médecin Álvarez Machaín et Cour suprême
Le médecin Álvarez Machaín, enlevé au Mexique, sera inculpé aux États-Unis avec les autres suspects précités. Cependant, en raison du caractère illégal de sa capture, l'affaire alla jusqu'à la Cour suprême, qui jugea dans United States v. Alvarez-Machain (en) (1992) que l'enlèvement à l'étranger d'un suspect n'empêchait pas son procès aux États-Unis, entérinant ainsi l'enlèvement. Ceci suscita l'alarme de la communauté internationale, s'inquiétant de ce que cette décision ne pousse les États-Unis à ordonner de nouveaux enlèvements à l'étranger. Lorsque l'affaire fut jugée au fond, la Cour de district de Los Angeles l'acquitta, la même année, faute de preuves.
Libre et revenu au Mexique, Álvarez Machaín porta plainte alors contre la DEA, l'affaire passant de nouveau devant la Cour suprême (124 S. Ct. 2739). Celle-ci écarta ses demandes de dommages et intérêts, au nom du Federal Tort Claims Act (en) qui, selon la Cour, ne permettait pas d'attaquer l'État pour des méfaits ayant eu lieu à l'étranger. Elle rejeta par ailleurs la plainte contre le Mexicain José Francisco Sosa au nom de l'Alien Tort Statute (en).

### Procès Ruben Zuno Arce
Après un nouveau procès en Californie, Ruben Zuno Arce, le beau-frère de l'ex-président Luis Echeverría qui avait été arrêté en 1989, considéré en 1990 par Time comme l'un des gros poissons de l'affaire , fut condamné en mars 1993 à la prison à perpétuité pour enlèvement et racket, sentence maintenue en appel. En 1995, la Cour suprême refusa de revoir son procès.
En 1997, le témoin à charge principal, Hector Cervantes Santos, se rétracta, affirmant avoir effectué un parjure à la requête du procureur, Manuel Medrano (devenu depuis journaliste de télévision). Il déclara également avoir touché bien plus des 60 000 dollars auparavant annoncés, disant que lui et sa famille avaient touché un demi-million de dollars en six ans, fait que le procureur lui avait demandé, selon lui, de dissimuler. Cinq ans plus tôt, le Los Angeles Times évaluait déjà à plus de 2,7 millions de dollars les paiements versés par les États-Unis aux repentis.
Devant ces déclarations, John Gavin, ambassadeur des États-Unis au Mexique lors des faits, se déclara attristé de ce que la corruption de la « guerre contre la drogue » affectait cette fois le département de la Justice des États-Unis, tandis qu'un cadre dirigeant de la DEA, Terrence Burke, considérait cette rétractation comme plausible.
Le Los Angeles Times révéla alors qu'en outre, un informateur, Ramon Lira, qui avait aidé le procureur à construire le dossier contre Zuno Arce, avait aussi impliqué le président du Mexique, Miguel de la Madrid, et un ex-président, José Lopez Portillo, dans les discussions avec le parrain Ernesto Fonseca Carrillo, en novembre 1984, ayant mené au meurtre, ce qui fut dissimulé par le procureur lors du second procès de Zuno Arce,. Ces informations furent démenties par l'ex-ambassadeur John Gavin, qui déclara que le président de la Madrid était un allié fidèle des États-Unis dans la « guerre contre la drogue » . Ramon Lira, qui avoua avoir participé à l'enlèvement de Camarena ainsi qu'au meurtre de quatre Témoins de Jéhovah américains qui avaient été assassinés après avoir toqué à la porte d'un trafiquant, obtint l'immunité de la justice américaine. Ses informations ne furent pas utilisées devant le tribunal. Ce témoignage était le seul à corroborer un autre témoignage selon lequel Zuno Arce et le médecin étaient dans le ranch lorsque Camarena y fut torturé.
Mais un an plus tard, le témoin Cervantes Santos retira sa rétraction, affirmant qu'elle avait été effectuée sous pression du gouverneur Manuel Bartlett Diaz, avant de revenir sur ce dernier retrait (et donc de confirmer la véracité de son témoignage). Au vu de ces éléments, Ruben Zuno Arce tenta d'obtenir la révision du procès, mettant également en doute les témoignages de Jorge Godoy et René Lopez Romero, lequel avait obtenu de la DEA l'immunité dans cinq inculpations de meurtre. La Cour d'appel du neuvième circuit rejeta sa requête, en raison de délai dépassé, le 19 avril 2000 .

## Commémorations
En 1990, la NBC diffusa une mini-série relatant de façon romanesque l'histoire de l'agent Camarena, intitulée Drug Wars: The Camarena Story.
En 2004, la Fondation Enrique S. Camarena fut créée, puis, l'année suivante, un documentaire, Heroes Under Fire: Righteous Vendetta, concernant son histoire, diffusé par The History Channel. Un agent de la DEA, James Kukendayll, publia un livre intitulé ¿O Plata O Plomo? The abduction and murder of DEA Agent Enrique Camarena (2005).
En 2018, Netflix produit une série nommée Narcos : Mexico dont l'un des personnages principaux de la saison 1 est Camarena, interprété par l'acteur américain Michael Peña.